# Caballero (capo Apache)
Caballero, Ca-bal-le-so (in Sehende Kutbhalla, Kutu-hala; ca. 1815/1820 – 1880) è stato un condottiero e capo nativo americano della divisione Apache Mescalero (Sehende), appartenente alla sottodivisione Sacramento Mountains.

## Biografia
Successore di Mateo come capo principale delle bande Sacramento e Organ Mescalero tra la metà del decennio 1860 e tutto il decennio 1870, amico di lunga data e alleato storico del grande capo Tchihende (Mimbreño Apache) Victorio, è probabilmente da identificarsi con Kutbhalla o Kutu-hala, capo Mescalero al quale Mangas Coloradas aveva concesso in moglie una delle proprie figlie, e il nome messicano sarebbe derivato soltanto da un'assonanza con il nome Apache del capo; il rapporto di sangue stabilito coi più importanti capi Mimbreño, come genero del celebre Mangas Coloradas e cognato di Victorio (nonché del famoso capo Chiricahua Cochise, anch'egli genero di Mangas Coloradas e cognato di Victorio per avere avuto in moglie la maggiore delle tre sorelle) spiegherebbe ulteriormente la solida alleanza tra il capo Mescalero e i suoi consanguinei Mimbreño, alleanza che sembra avere coinvolto anche l'altro capo principale dei Sacramento Mescaleros, San Juan. Nel 1872 i Mescaleros settentrionali accolsero di buon grado i Mimbreños, scacciati da Ojo Caliente, nella propria riserva (in realtà non ancora riconosciuta con atto del Congresso) di Tularosa, presso Fort Stanton, e, specialmente dopo l'assassinio di Cadete novembre 1872 (forse 20/11) nel Canyon La Luz, lungo la via del ritorno da Mesilla dopo aver testimoniato contro alcuni trafficanti di whisky, i guerrieri furono particolarmente sensibili al richiamo dei capi meno concilianti; morto Cadete, i "fratelli", il circa sessantenne ma ancora attivo Santana e il più giovane Roman, rimasero i leader principali della riserva unendosi frequentemente ai consanguinei Tchihende nelle loro spedizioni anche dopo il temporaneo ritorno di questi a Ojo Caliente. Caballero e San Juan, coi loro Sacramento Mescaleros, benché all'epoca certamente insediati nella riserva, nel 1874 furono verosimilmente parte attiva, così come il famoso Alsate, capo della banda Chisos Limpia Mescalero, nel concilio convocato dal capo, presumibilmente Guadalupe o forse Limpia Mescalero, Carnoviste tra gli Apache del New Mexico (oltre a bande di Mimbreños, bande di Mescaleros, e i Lipans guidati dal capo Avispa Colorada), in occasione del quale Victorio convinse i presenti a inviare messaggeri di pace ai Comanche e a stipulare con questi un'alleanza, alla quale due mesi più tardi aderirono anche i Kiowa, per resistere insieme contro i bianchi. Nel marzo 1880, mentre Nautzili si adoperava per trattenere i Mescaleros settentrionali nella riserva, Caballero abbandonò Tularosa e, insieme al più giovane Muchacho Negro, si unì a Victorio e Nana (a sua volta sposato con una donna Mescalero) nell'ultimo tentativo di riconquistare la libertà della loro gente; lo stesso San Juan avrebbe utilizzato il pretesto di mettersi alla ricerca di Caballero per lasciare a propria volta la riserva. I guerrieri Mescalero e i guerrieri Mimbreño, insieme, diedero abbondante filo da torcere ai reparti statunitensi e messicani (complessivamente circa 4.000 uomini), ma le difficoltà sempre maggiori da affrontare soprattutto per le donne e i bambini finirono per mutare la disposizione di Caballero e indurlo a progettare il ritorno, coi guerrieri Mescalero, a Tularosa; scoppiata una diatriba tra i capi, Caballero sarebbe stato ucciso prima della battaglia finale combattuta da Victorio, con pochi guerrieri quasi privi di munizioni, a Tres Castillos il 14 ottobre 1880.